# Mongoloraphidia karabaevi
Mongoloraphidia karabaevi is een kameelhalsvliegensoort uit de familie van de Raphidiidae. De soort komt voor in Kirgizië.
Mongoloraphidia karabaevi werd voor het eerst wetenschappelijk beschreven door H. Aspöck et al. in 1996.